# Schiebelokomotive
Eine Schiebelokomotive, Schublokomotive oder Drucklokomotive ist ein zusätzliches bedientes Triebfahrzeug am Schluss eines Zuges. Zugfahrten mit Verwendung von Schiebelokomotiven werden als Nachschieben von Zügen, Schiebedienst oder Schiebebetrieb bezeichnet. Schneeräumungsfahrten mit geschobenen Schneepflügen oder nicht angetriebenen Schneeschleudern gelten nicht als Schiebedienst.

## Einsatz

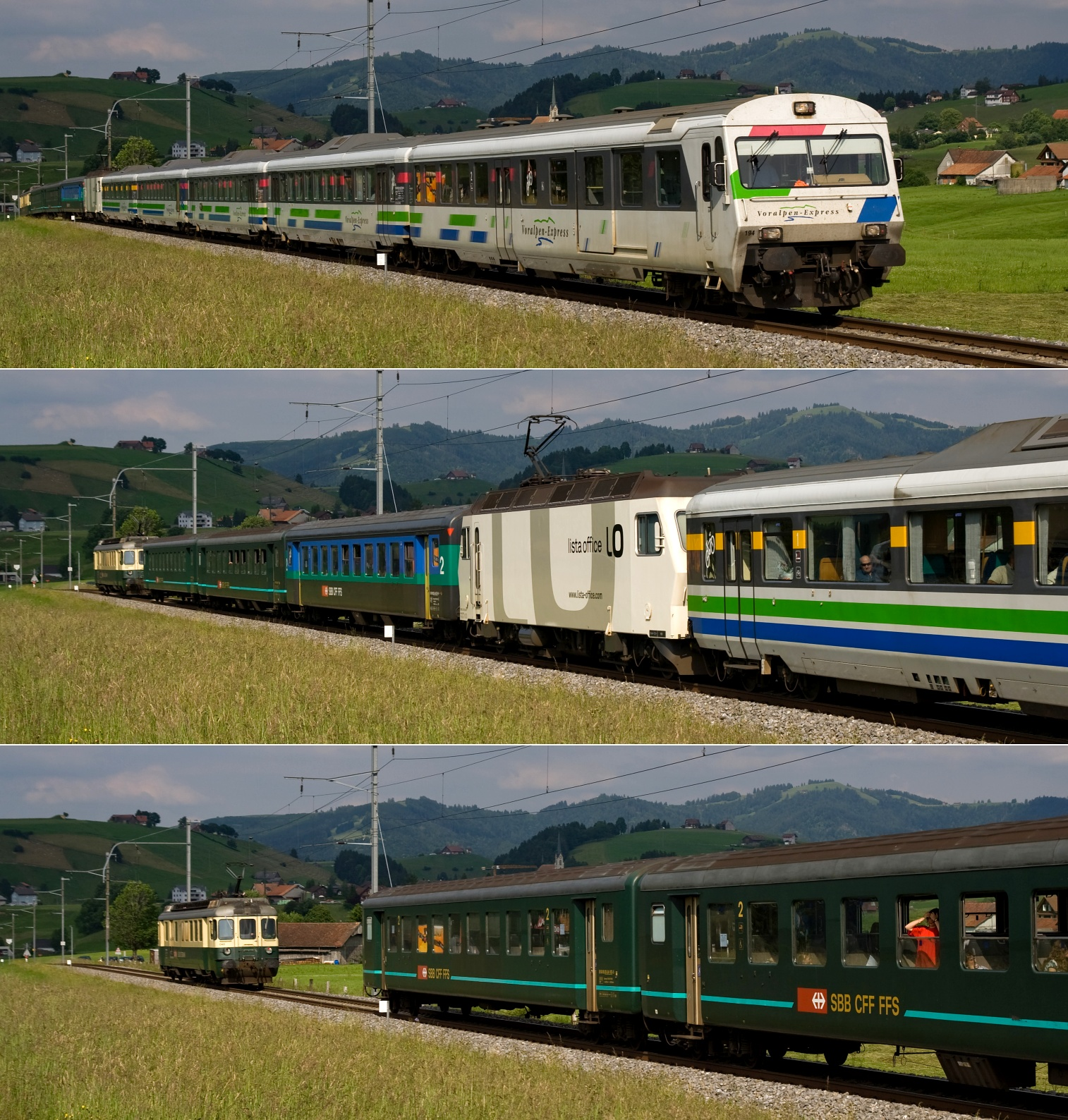
Die SOB schob bei starkem Verkehrsandrang bis 2013 den Voralpen-Express über ihre 50-‰-Steilrampen. Am Ende der Steilstrecke zwischen Biberbrugg und Altmatt trennt sich der Schubtriebwagen BDe 4/4 vom Voralpen-Express, nachdem er beim letzten Halt abgekuppelt wurde.

Schiebelokomotiven werden bei Güter- und Reisezügen zur Erhöhung der Zugkraft insbesondere auf großen Steigungen oder zum Anschieben eines schweren Zuges innerhalb eines Bahnhofs eingesetzt. Schiebelokomotiven (oder Zwischenlokomotiven) werden verwendet, wenn die Anhängelast die zulässige Zughakenlast überschreitet. Dabei übernehmen sie einen Teil der Zugkraft zur Beförderung der Wagenzugmasse und verhindern eine Zugtrennung. Sie werden manuell bedient oder von der führenden Lokomotive über Funk ferngesteuert. Auf der Talfahrt kann die elektrodynamische Bremse der Schiebelokomotive verschleißfrei zur Bremsleistung des Zuges beitragen und den Zug gestreckt halten. Hinter einem schiebenden Triebfahrzeug dürfen Fahrzeuge angehängt werden. Ein schiebendes Triebfahrzeug ist in der Regel mit dem Zug zu kuppeln, ausgenommen wenn es den Zug auf freier Strecke verlässt. Eine gekuppelt nachschiebende Schiebelokomotive wird an die durchgehende Bremse des Zuges angeschlossen.
Ob die Schiebelokomotive mit dem Zug gekuppelt wird, hängt von den Streckenverhältnissen ab. Gekuppelt wird nachgeschoben, wenn die Schiebelokomotive bis zu einem Bahnhof am Zug bleiben kann, wo ohnehin ein Verkehrs- oder Betriebshalt erforderlich ist und von wo idealerweise eine Rückleistung zur Verfügung steht. Das ist beispielsweise auf Passstrecken mit beidseitigen Rampen wie der Tauernbahn der Fall. Ist die Strecke nur einseitig so geneigt, dass zusätzliche Zugkraft erforderlich ist und sollen die Züge nach der Steigungsstrecke nicht halten, wird ungekuppelt nachgeschoben. Die Schiebelokomotive verlässt am Ende der Steigungsstrecke den Zug und kehrt zum Ausgangsbahnhof zurück.
Problematisch ist beim ungekuppelten Nachschieben, dass es durch Unachtsamkeit des Lokführers der Schiebelokomotive vorkommen kann, dass der Kontakt zwischen Zug und Schiebelok abreißt. Wegen der dadurch steigenden Zuglast kann es zur Überlastung von Kupplungen und als Folge zu Zugtrennungen kommen. Das Wiederansetzen ist ebenfalls heikel, der Stoß beim Auflaufen kann insbesondere in engen Bögen zu Entgleisungen führen. Um beides zu vermeiden, wurden vom Führerstand der Schiebelokomotive lösbare Kupplungen entwickelt. Ein Beispiel dafür ist die Kellersche Kupplung.
Schlepptenderdampflokomotiven, die ungekuppelt nachschieben und zum Ausgangsbahnhof zurückkehren sollen, müssen bei der Fahrt mit dem Tender voraus Sichtmöglichkeiten für das Personal bieten und zusätzlich eine genügend hohe zugelassene Geschwindigkeit in diese Richtung aufweisen. Ist beides nicht gegeben, dann ist an beiden Endpunkten des Schiebebetriebes eine Wendemöglichkeit, meist in Form einer Drehscheibe, erforderlich. Aus diesem Grund wurden in der Regel Tenderlokomotiven mit möglichst symmetrischem Laufwerk eingesetzt.

## Vor- und Nachteile
Abzugrenzen sind Schiebelokomotiven von:
- in Mehrfachtraktion verkehrenden Lokomotivsandwichs mit je einem Triebfahrzeug an der Zugspitze und am Zugschluss[2]
- geschobenen Wendezügen mit Steuerwagen an der Zugspitze und ferngesteuerter Lokomotive am Zugschluss
- Zwischenlokomotiven, die zwischen den Wagen eines Zuges eingereiht sind und keine Stoßkräfte übertragen dürfen
- Schlusslokomotiven, welche zur Vermeidung von Lokleerfahrten einem Zug mitgegeben werden und nur soviel Zugkraft entwickeln dürfen, dass sie sich selbst befördern
- nichtarbeitenden Triebfahrzeugen, die zusätzlich zur Zuglokomotive zur Überführung als Wagen in den Wagenzug eingestellt werden.

Das Absetzen einer Schiebelokomotive benötigt weniger Zeit als das Abkuppeln einer Vorspannlokomotive oder gar das Ein- und Ausreihen einer Zwischenlokomotive. Anstatt den Durchrutschweg aufzulösen, den Fahrweg für das Wegsetzen der Vorspannlokomotive und dann wieder den für die Weiterfahrt des Zuges einzustellen, reicht es, die Schiebelokomotive abzukuppeln. Der Zug kann ohne Bremsprobe sofort weiterfahren. Vorteilhaft beim Einsatz von Schiebelokomotiven ist, dass die notwendige Zusatzzugkraft nur dort bereitgestellt wird, wo sie für die Beförderung der Zuglast notwendig ist. Eine Zuglokomotive, die den Zug auch auf Steilrampen alleine befördern kann, ist auf den übrigen Streckenabschnitten in der Regel nicht ausgelastet.
Nachteilig sind die Personalkosten für den zusätzlichen Lokführer und die insbesondere beim Betrieb mit Schraubenkupplung begrenzten Stoßkräfte, um ein Entgleisen der geschobenen Wagen in den engen Bögen von Gebirgsbahnen sowie in Weichen zu verhindern. Anders als beim Einsatz von Vorspann- oder Zwischenlokomotiven führt Nachschieben zu Zerrungen und Stauchungen im Zug.

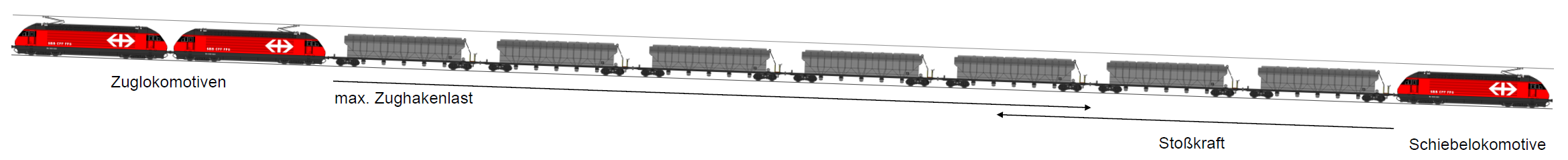
Schiebelokomotiven werden oft eingesetzt, um einen Teil der Anhängelast zu stoßen, damit die zulässige Zughakenlast nicht überschritten wird.

## Schiebedienst in einzelnen Ländern

### Deutschland
In Deutschland wird an Strecken, wo Züge regelmäßig mit ungekuppelten Schiebelokomotiven nachgeschoben werden, das Signal Ts 1 aufgestellt. Es signalisiert dem Triebfahrzeugführer einer Schiebelok, wo er das Nachschieben einstellen und sich vom Zug lösen soll. Bekannte Standorte sind am Gemmenicher Tunnel auf der Montzenroute bei Aachen, beim Rudersdorfer Tunnel an der Dillstrecke, in Blankenheim (Landkreis Mansfeld-Südharz) an der Bahnstrecke Halle–Hann. Münden sowie in Steinbach am Wald an der Bahnstrecke Hochstadt-Marktzeuln–Probstzella (Stand: 2014). Auf der Spessartrampe wurde 2017 nach Inbetriebnahme der Neubaustrecke der Schiebedienst aufgegeben. Außerdem wird auf der Filstalbahn im Zuge der Geislinger Steige zwischen dem Bahnhof Geislingen West und dem Bahnhof Amstetten (Württ) nachgeschoben.
Um die Streckendurchlassfähigkeit nicht noch zusätzlich durch auf dem linken Streckengleis zurückkehrende Schiebelokomotiven einzuschränken, wurden am Ende von regelmäßig genutzten Nachschiebeabschnitten Bahnhöfe, die vielfach Lokkehrbahnhöfe genannt wurden, angelegt. Ihr zentrales Element ist eine verlängerte Gleisverbindung als Wende- und Wartegleis zwischen den Hauptgleisen. Die Schiebelokomotive kommt im Bereich des Kehrbahnhofes zum Stehen und fährt in das Wende- und Wartegleis zurück. Damit ist das bergwärtige Gleis für die nächste Fahrt frei. Auf dem Wartegleis lässt sich, ohne den übrigen Verkehr zu behindern, eine geeignete Zugpause für die Rückfahrt abwarten. Die Schiebelokwendefunktion wurde auch in günstig gelegene, bereits vorhandene Bahnhöfe integriert.

### Schweiz

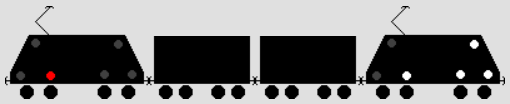
Beleuchtung der Fahrzeuge eines Zuges mit einer gekuppelten Schiebelokomotive in der Schweiz

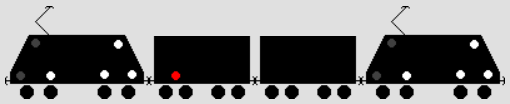
Beleuchtung der Fahrzeuge eines Zuges mit einer nicht gekuppelten Schiebelokomotive

In der Schweiz sind nicht ferngesteuerte Triebfahrzeuge grundsätzlich an die Spitze des Zuges zu stellen. Schiebedienst ist nur auf einzelnen Strecken zugelassen. 1991 führte die BLS nach dem Vorbild der Brennerstrecke der ÖBB auf der Lötschberg-Bergstrecke Schiebedienst für Güterzüge mit 1300 bis 1600 Tonnen Anhängelast ein, um den zeit- und platzaufwendigen Zwischendienst zu vermeiden. 1992 zogen die SBB auf Gotthard- und Monte Ceneri-Strecke nach. Für Güterzüge mit 1600 bis 2000 Tonnen Anhängelast ist bei beiden Gebirgsbahnen nach wie vor Zwischendienst notwendig. Schiebedienst ist zudem auf dem Südnetz der Südostbahn (SOB) und mit nicht gekuppelter Schiebelok auf den Abschnitten Buchs SG–Rheinbrücke, ab Lausanne Triage Richtung Renens und Bussigny, La Chaux-de-Fonds–Les Hauts-Geneveys und La Chaux-de-Fonds–Renan BE erlaubt. Mit der Inbetriebnahme des Lötschberg- und insbesondere des Gotthard-Basistunnels sowie der Sandwichtraktion des Voralpen-Express der SOB ging der personalaufwendige Schiebedienst stark zurück.
Siehe auch: Abschnitt Eisenbahn im Artikel Funkfernsteuerung

### Englischer Sprachraum
Im englischen Sprachraum werden ferngesteuerte Zwischen- und Schiebelokomotiven Distributed Power Unit (DPU) genannt. Mit Personal besetzte Schiebelokomotiven werden in den USA als Helpers bezeichnet, unbesetzte als DPU.

## Bilder

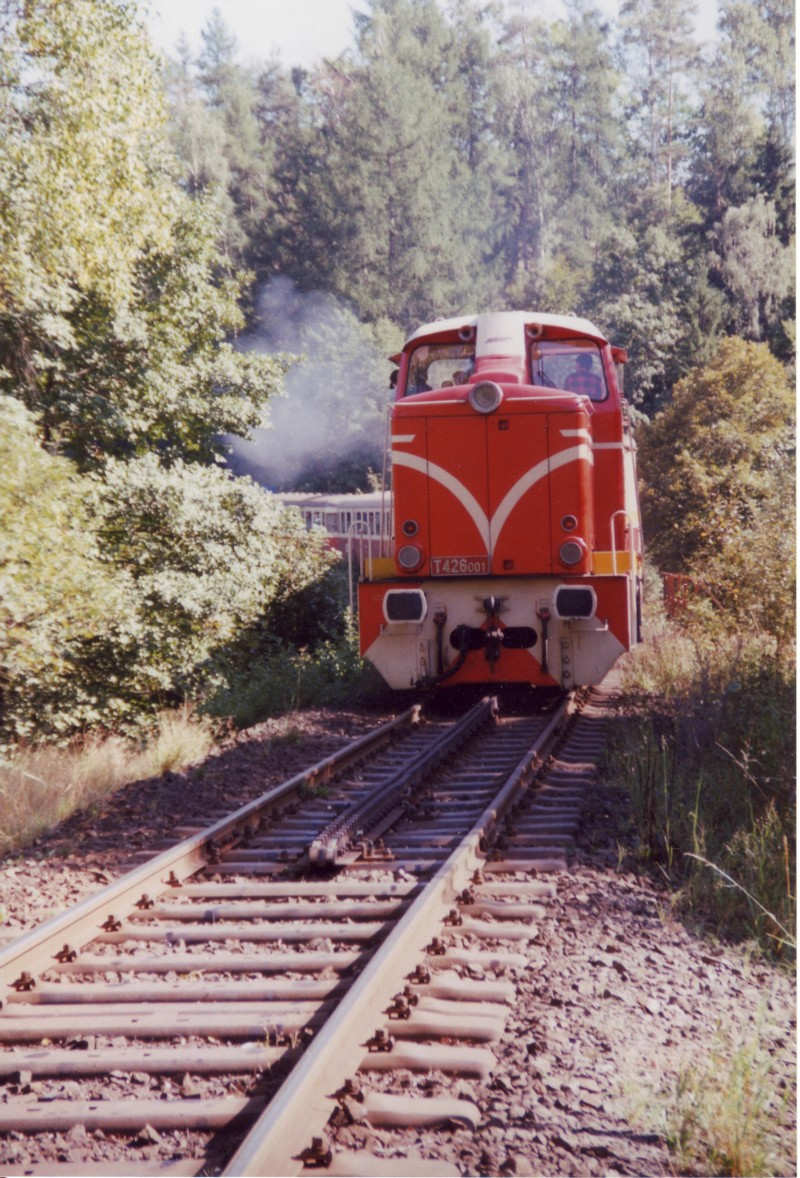
Schiebende Zahnradlokomotive T 426 001 ČD-Baureihe 715 im Jahr 1997 auf der Tannwalder Zahnradbahn
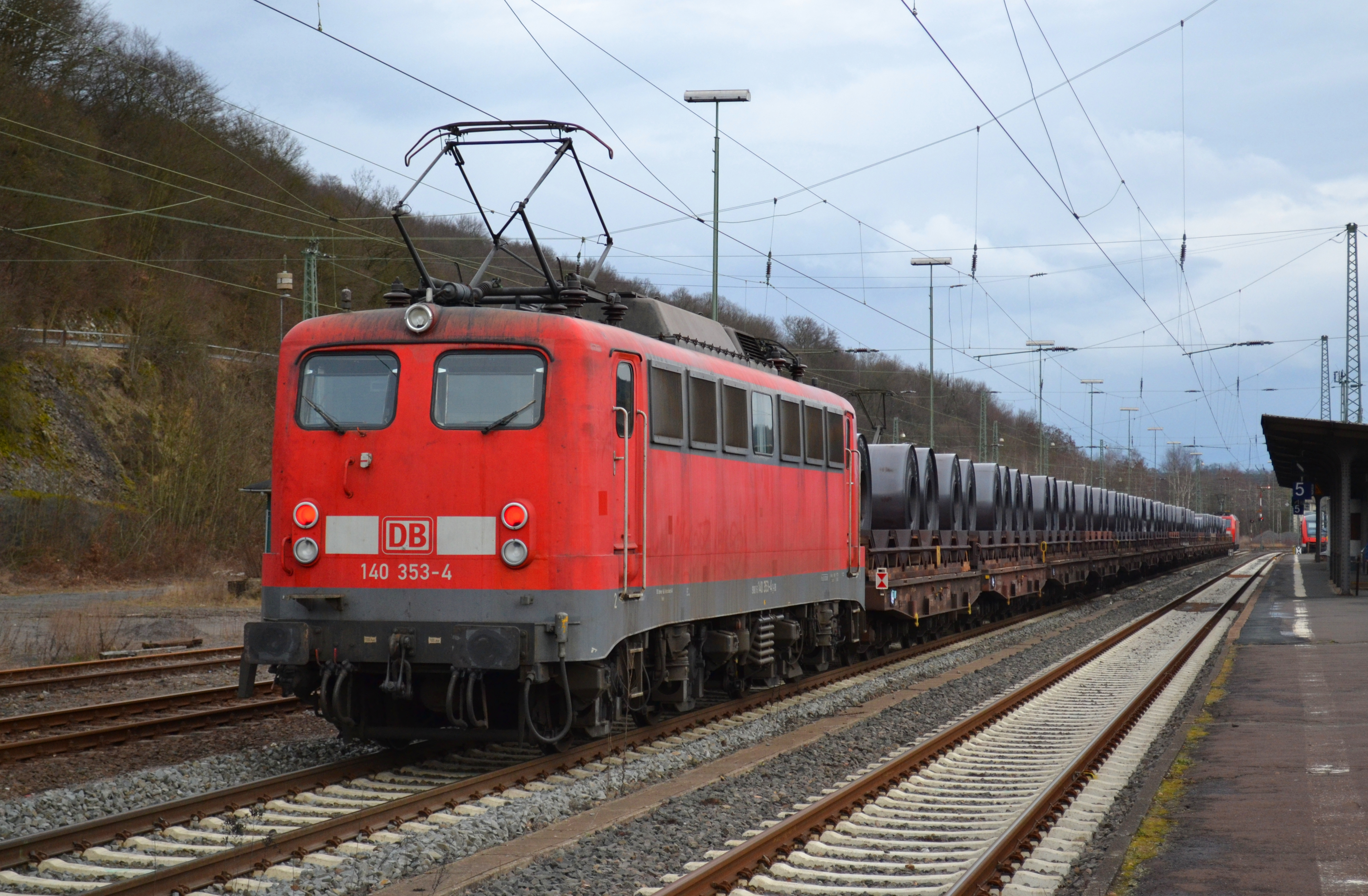
Ein Coilzug auf der Dillstrecke mit einer Schiebelokomotive der Reihe 140 als Schiebelokomotive bei der Ankunft in Dillenburg
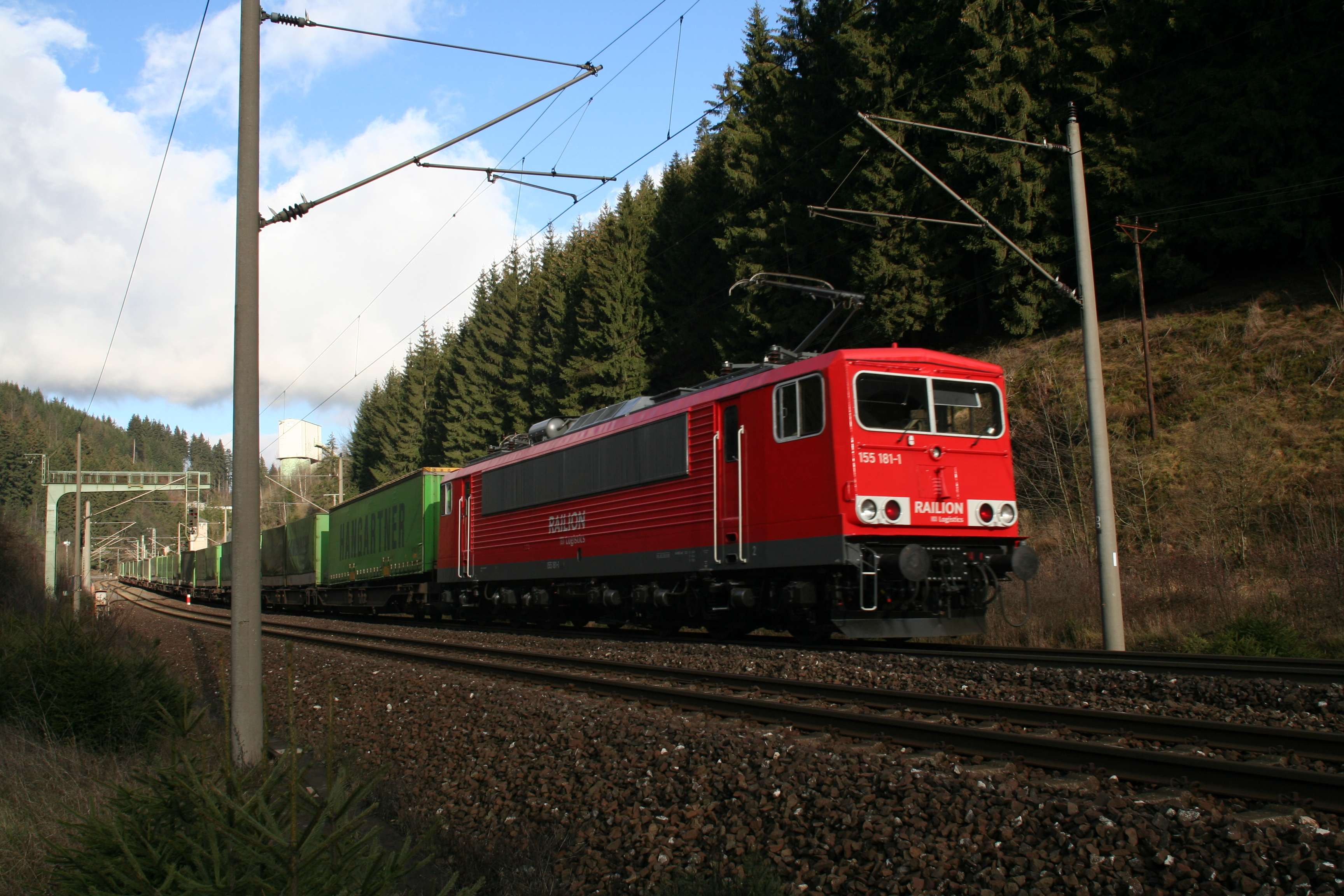
Die 155 181 von Railion als Schiebelokomotive auf der Bahnstrecke Hochstadt-Marktzeuln–Probstzella bei Förtschendorf
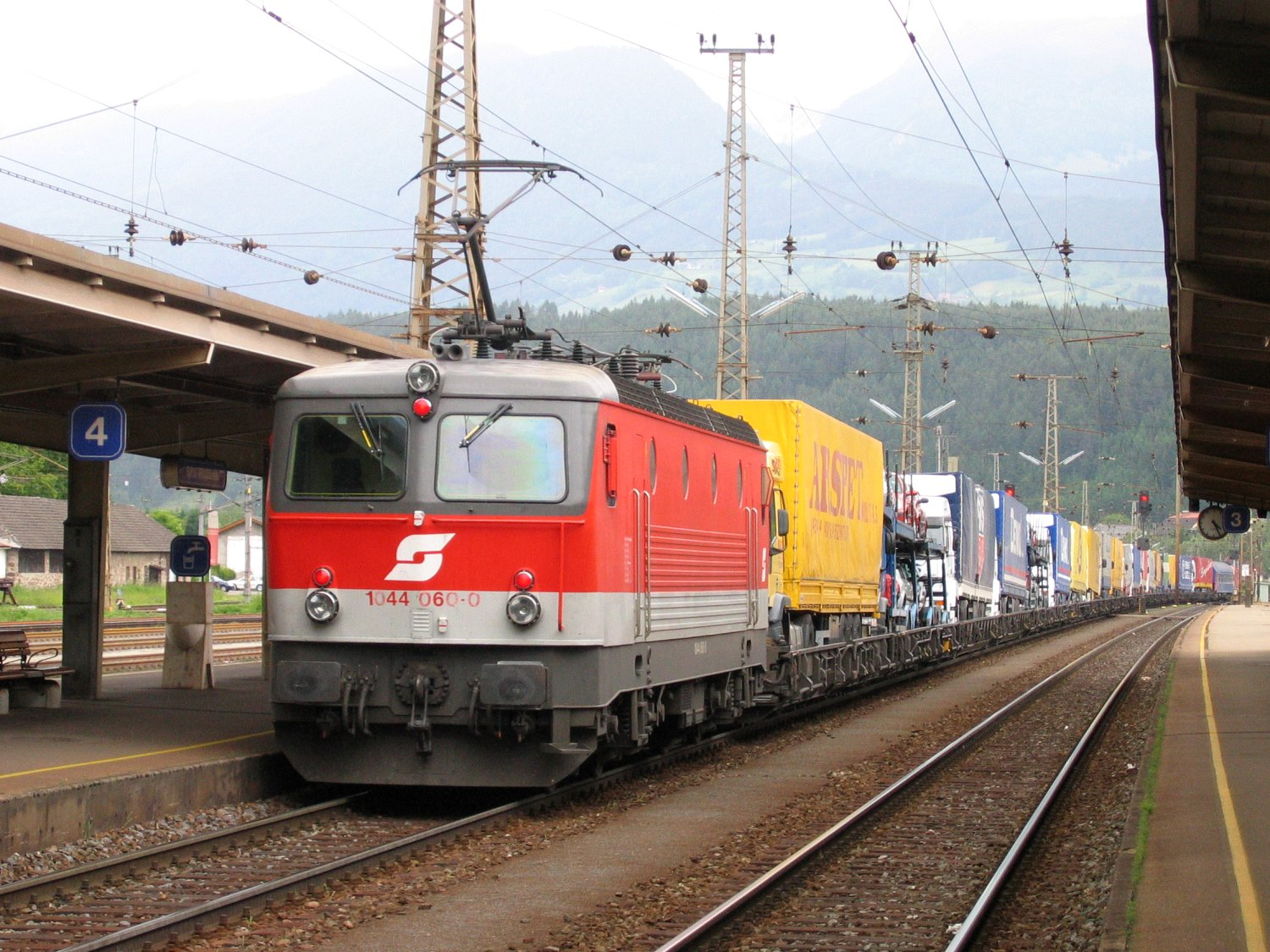
Die 1044 060 der ÖBB als Schiebelok hinter einer „Rollenden Landstraße“ im Bahnhof Spittal-Millstättersee
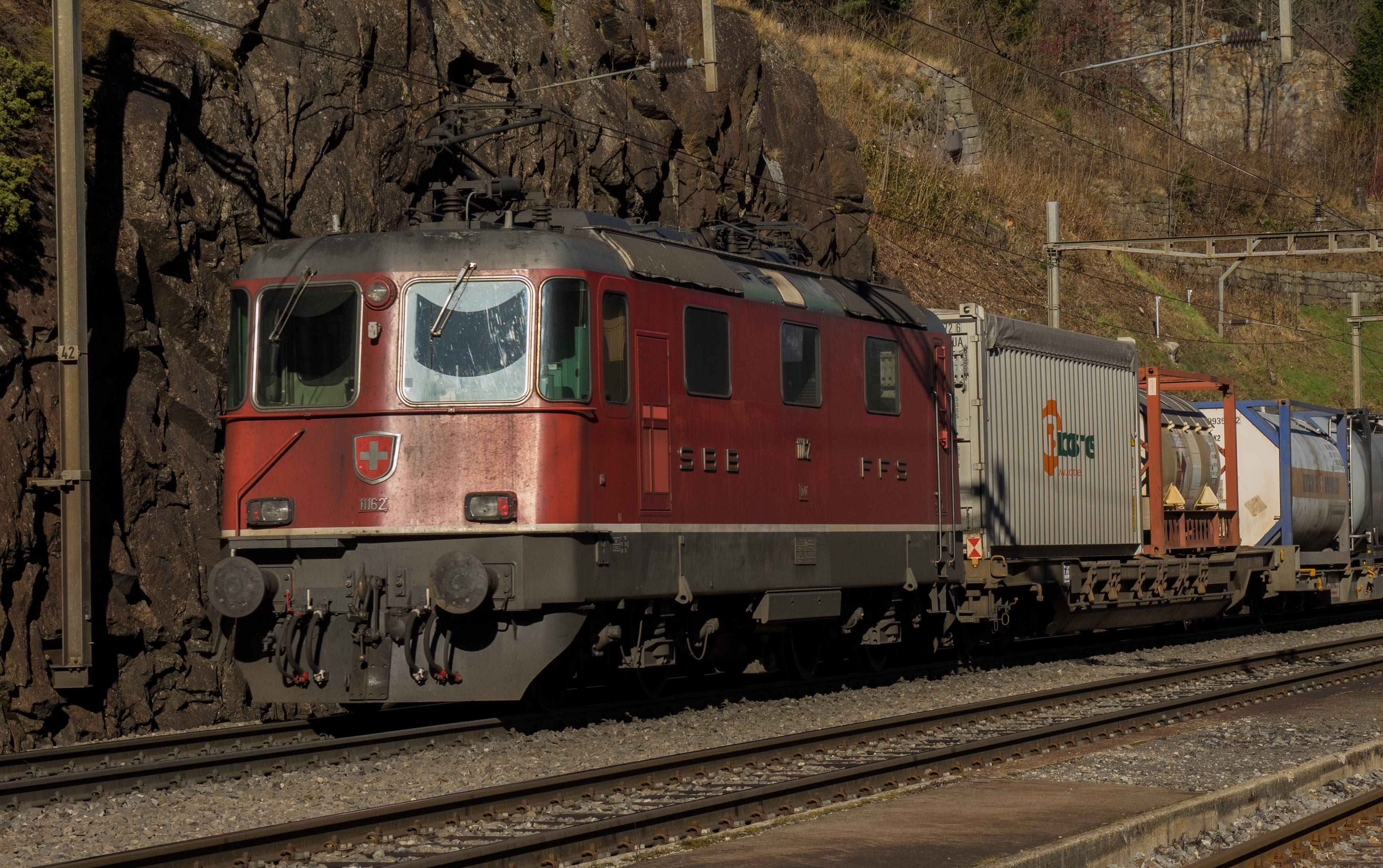
Die Re 4/4 11162 der SBB im Schiebedienst auf der Gotthardbahn in Wassen
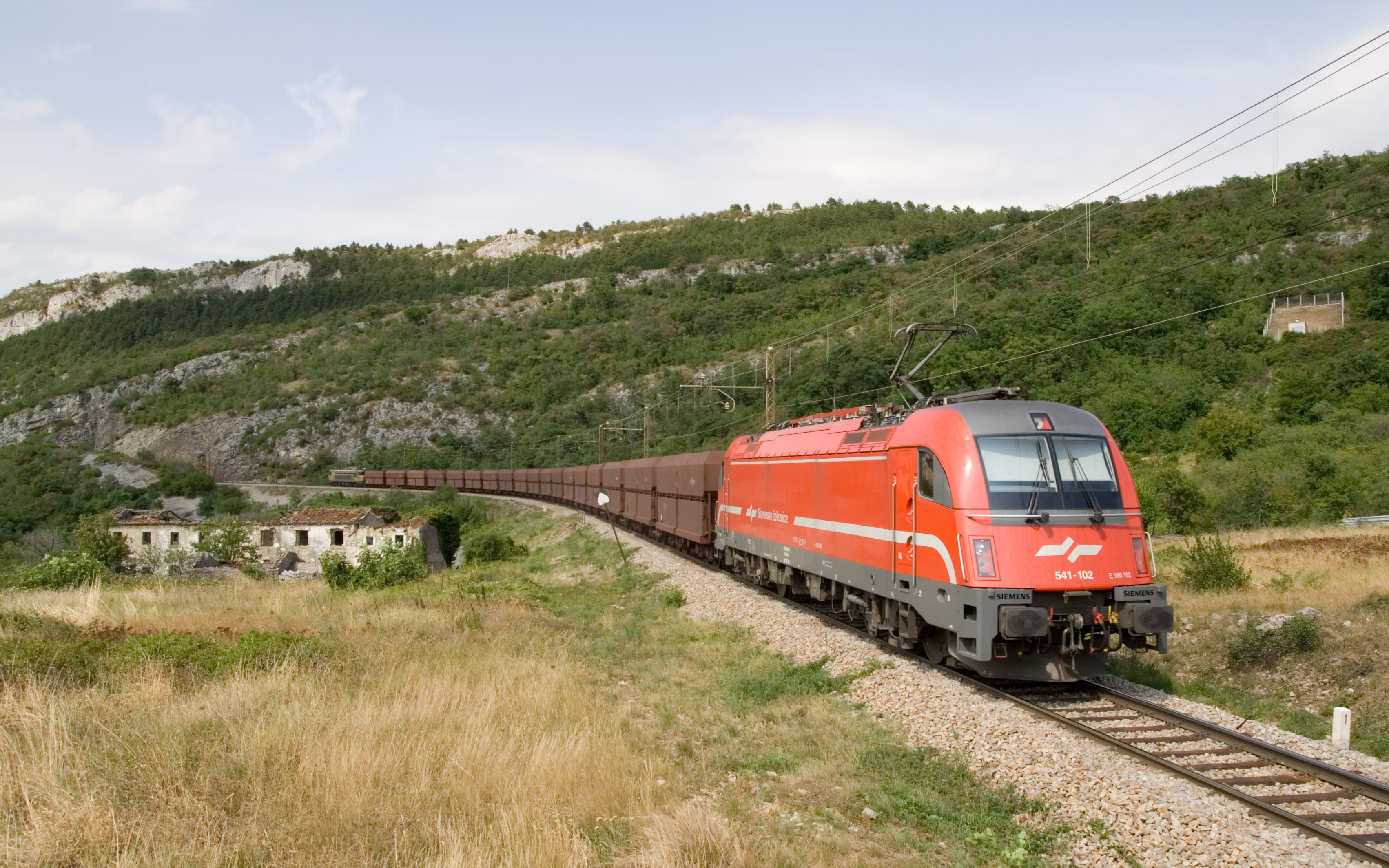
Ein Taurus, Reihe 541 der SŽ, schiebt einen Güterzug auf der Strecke Prešnica–Koper zwischen Hrastovlje und Črnotiče in Slowenien
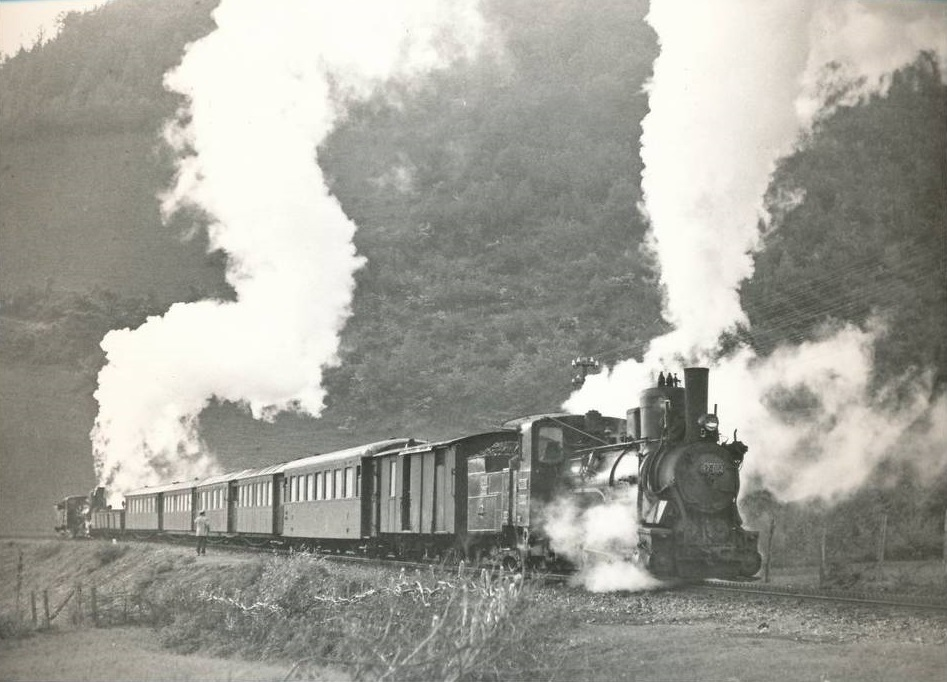
Reisezug mit Schiebelokomotive der Jugoslawischen Eisenbahnen (JŽ) auf der damaligen Zahnstangenstrecke am Komarsattel

## Sonstiges
Im europäischen Zugbeeinflussungssystem ETCS steht mit Non Leading eine gesonderte Betriebsart für Schiebelokomotiven zur Verfügung.